# Sobčice
Sobčice jsou obec v okrese Jičín v Královéhradeckém kraji. Žije v ní 286 obyvatel.

## Historie
První písemná zmínka o obci pochází z roku 1369.

## Obyvatelstvo
| Rok            | 1869 | 1880 | 1890 | 1900 | 1910 | 1921 | 1930 | 1950 | 1961 | 1970 | 1980 | 1991 | 2001 | 2011 | 2021 |
| -------------- | ---- | ---- | ---- | ---- | ---- | ---- | ---- | ---- | ---- | ---- | ---- | ---- | ---- | ---- | ---- |
| Počet obyvatel | 727  | 715  | 704  | 604  | 576  | 566  | 540  | 380  | 350  | 323  | 313  | 296  | 282  | 284  | 286  |
| Počet domů     | 99   | 104  | 104  | 107  | 108  | 116  | 119  | 125  | 114  | 104  | 97   | 118  | 125  | 124  | 124  |

## Obecní správa

### Obecní symboly
Znak a vlajka byly obci uděleny rozhodnutím předsedy Poslanecké sněmovny Parlamentu České republiky dne 18. března 2003.

## Pamětihodnosti
- Zámek Sobčice
- Kostel svatého Prokopa
- Socha Anděla strážce na návsi
- Sloup se sochou svatého Jana Nepomuckého
- Socha svatého Vojtěcha, sevrovýchodně od obce, při silnici na Podhorní Újezd

## Galerie

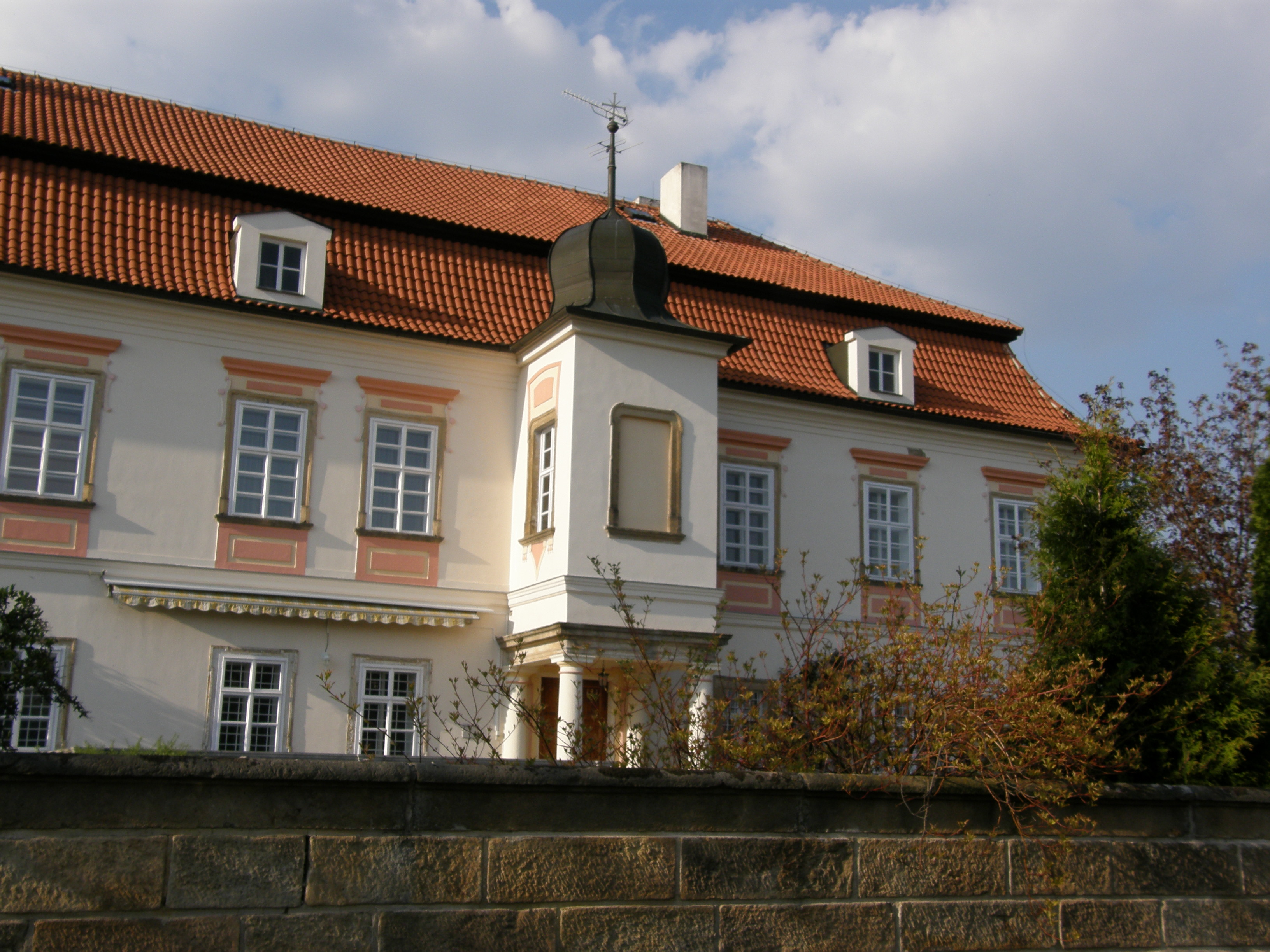
Zámek Sobčice
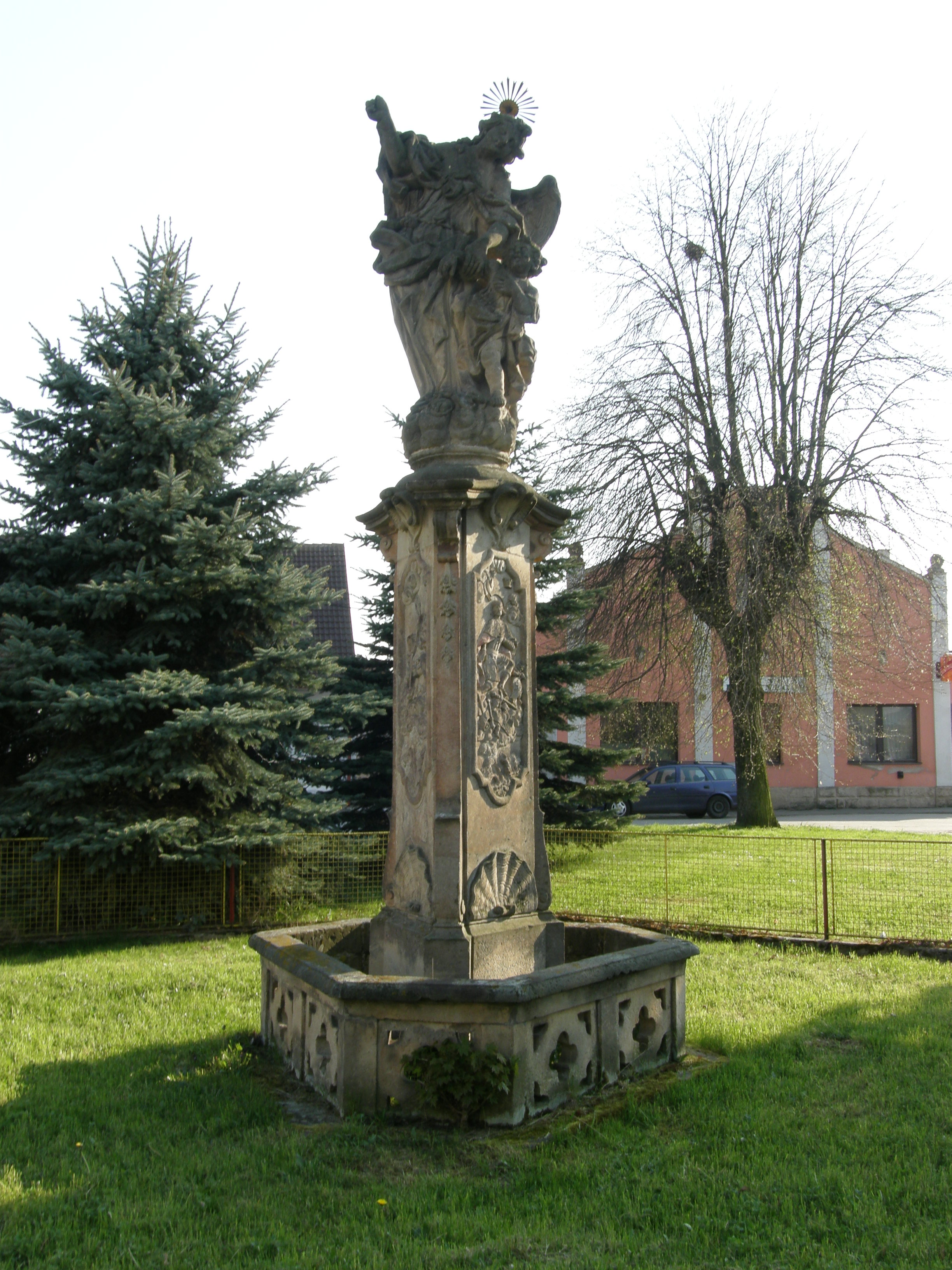
Sloup se sochou Anděla strážce
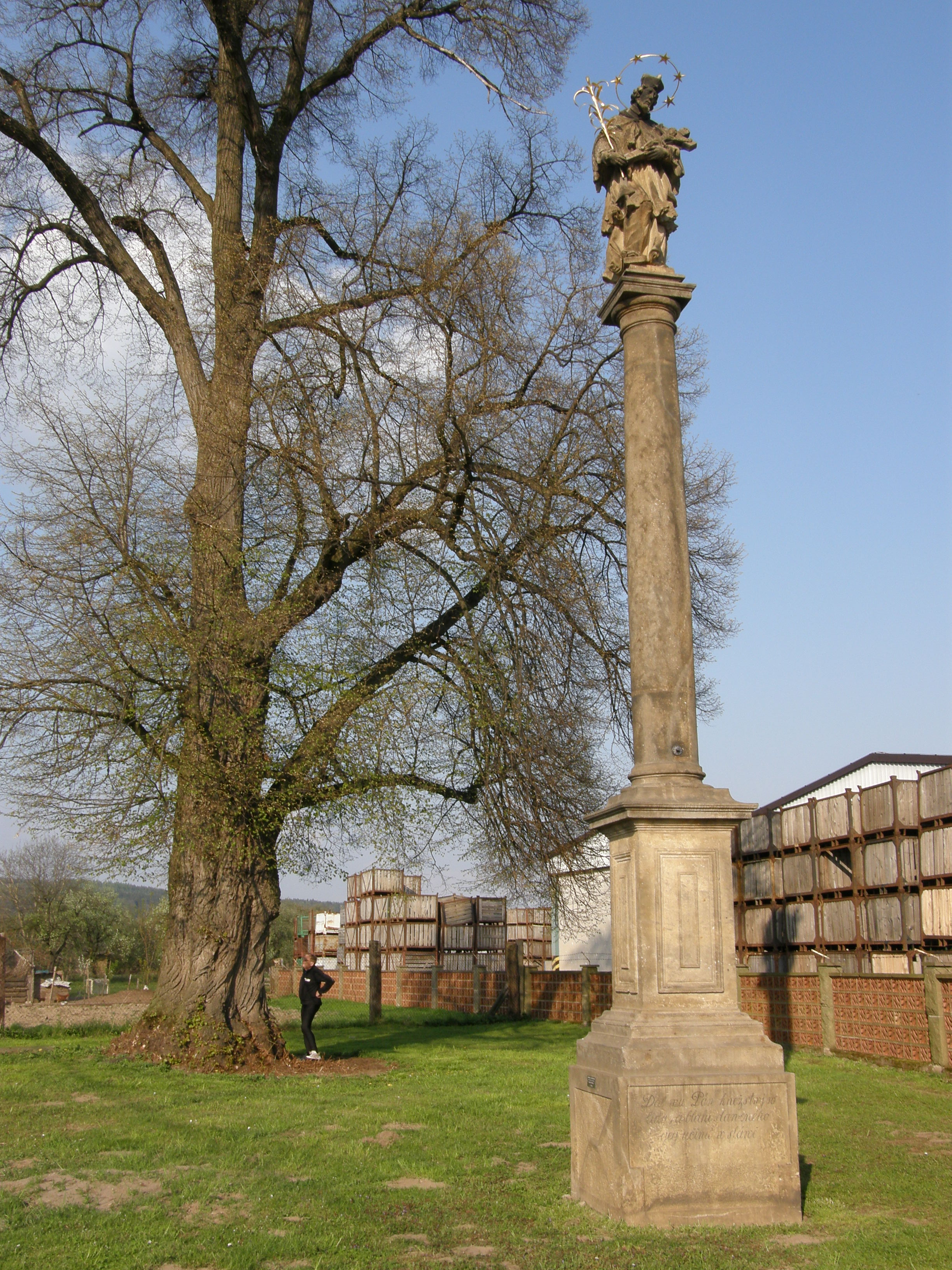
Sloup se sochou svatého Jana Nepomuckého
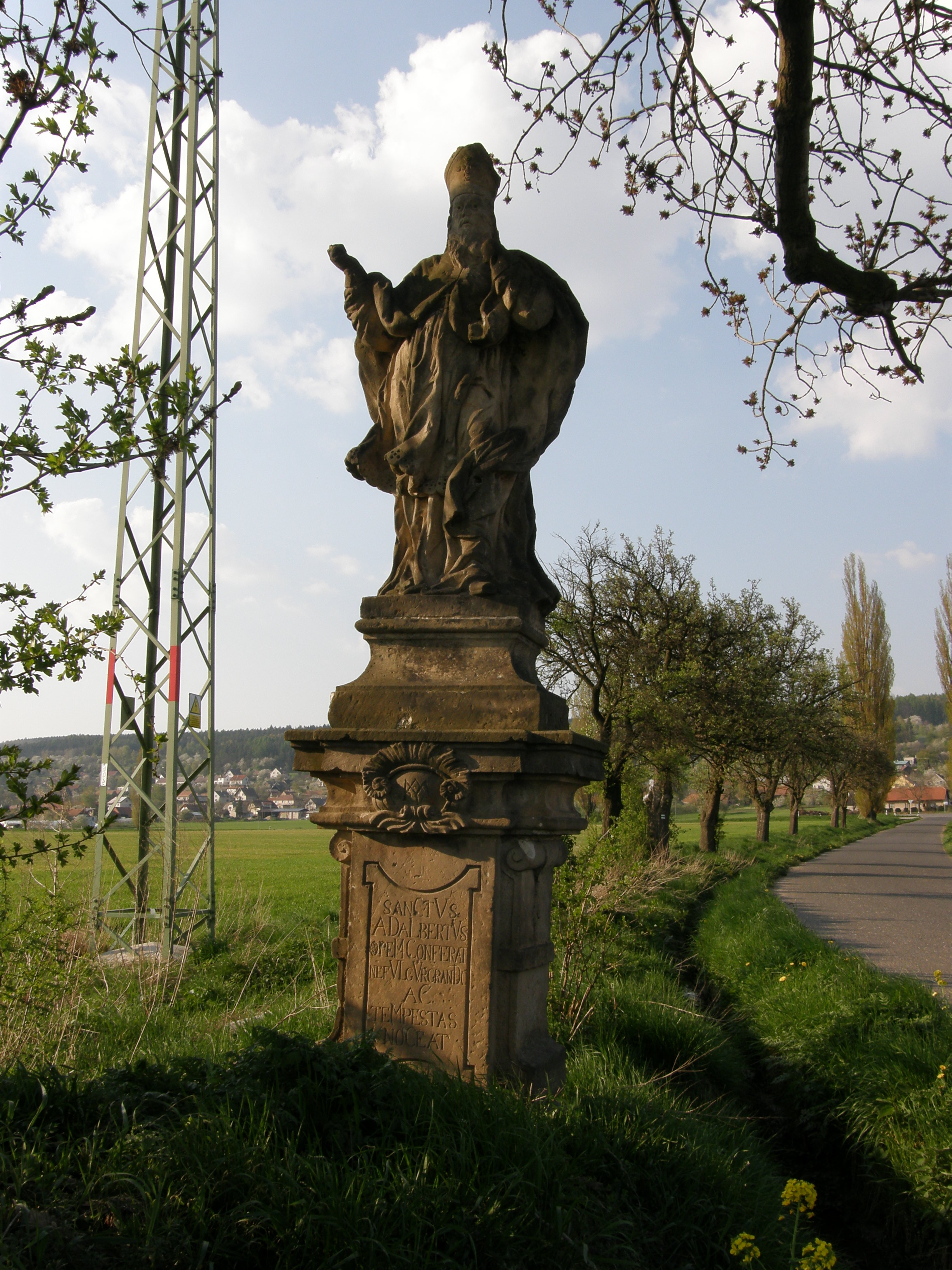
Socha svatého Vojtěcha